# HOXA2
HOXA2‏ (Homeobox A2) هوَ بروتين يُشَفر بواسطة جين HOXA2 في الإنسان.

## الوظيفة
في الفقاريات، توجد الجينات المُشفّرة لفئة عوامل النسخ، المُسمّاة جينات العلبة المثلية، في مجموعات تُسمّى A وB وC وD على أربعة كروموسومات منفصلة. يُنظّم التعبير عن هذه البروتينات مكانيًا وزمانيًا أثناء التطور الجنيني. يُعدّ هذا الجين جزءًا من المجموعة A على الكروموسوم 7، ويُشفّر عامل نسخ مرتبطًا بالحمض النووي، والذي قد يُنظّم التعبير الجيني، والتشكّل، والتمايز. قد يكون للبروتين المُشفّر دور في وضع أجزاء الدماغ الخلفي في الموقع المناسب على طول المحور الأمامي الخلفي أثناء التطور. وقد عُثر على مُتغيّرين مُنسوخين يُشفّران شكلين مُتماثلين مختلفين لهذا الجين، حيث يحتوي أحد الشكلين المُتماثلين فقط على منطقة المجال المثلي.
يتحكم جين HOXA2 في التطور الجنيني للجزء السفلي والأوسط من الوجه والأذن الوسطى. ومن المعروف أن الطفرات فيه تُسبّب صغر صيوان الأذن، وضعف السمع، والحنك المشقوق.